# العلاقات الشمال مقدونية الميانمارية
العلاقات الشمال مقدونية الميانمارية هي العلاقات الثنائية التي تجمع بين شمال مقدونيا وميانمار.

## مقارنة بين البلدين
هذه مقارنة عامة ومرجعية للدولتين:
| وجه المقارنة                                              | شمال مقدونيا                                               | ميانمار          |
| --------------------------------------------------------- | ---------------------------------------------------------- | ---------------- |
| المساحة (كم2)                                             | 25.71 ألف                                                  | 676.58 ألف       |
| عدد السكان (نسمة)                                         | 2.08 مليون                                                 | 53.37 مليون      |
| الكثافة السكانية (ن./كم²)                                 | 80.9                                                       | 78.88            |
| العاصمة                                                   | إسكوبية                                                    | نايبيداو، يانغون |
| اللغة الرسمية                                             | اللغة المقدونية، اللغة الألبانية                           | اللغة البورمية   |
| العملة                                                    | دينار مقدوني                                               | كيات ميانماري    |
| الناتج المحلي الإجمالي (بليون دولار)                      | 11.34 مليار                                                | 69.32 مليار      |
| الناتج المحلي الإجمالي (تعادل القوة الشرائية) بليون دولار | 29.26 مليار                                                | 282.95 مليار     |
| الناتج المحلي الإجمالي الاسمي للفرد دولار أمريكي          | 4.85 ألف                                                   | 1.16 ألف         |
| الناتج المحلي الإجمالي للفرد دولار أمريكي                 | 16.25 ألف                                                  |                  |
| مؤشر التنمية البشرية                                      | 0.747                                                      | 0.536            |
| رمز المكالمات الدولي                                      | +389                                                       | +95              |
| رمز الإنترنت                                              | .mk                                                        | .mm              |
| المنطقة الزمنية                                           | توقيت وسط أوروبا، ت ع م+01:00، ت ع م+02:00، أوروبا/سكوبيه ‏ | ت ع م+06:30      |

## منظمات دولية مشتركة
يشترك البلدان في عضوية مجموعة من المنظمات الدولية، منها:
| علم المنظمة | اسم المنظمة                        | تاريخ انضمام شمال مقدونيا | تاريخ انضمام ميانمار |
| ----------- | ---------------------------------- | ------------------------- | -------------------- |
|             | مؤسسة التنمية الدولية              | 25 فبراير 1993            | 5 نوفمبر 1962        |
|             | منظمة التجارة العالمية             | ?                         | ?                    |
|             | مؤسسة التمويل الدولية              | 25 فبراير 1993            | 3 ديسمبر 1956        |
|             | منظمة حظر الأسلحة الكيميائية       | ?                         | ?                    |
|             | الأمم المتحدة                      | 8 أبريل 1993              | 19 أبريل 1948        |
|             | الاتحاد الدولي للاتصالات           | 4 مايو 1993               | 15 سبتمبر 1937       |
|             | منظمة الشرطة الجنائية الدولية      | ?                         | ?                    |
|             | البنك الدولي للإنشاء والتعمير      | 25 فبراير 1993            | 3 يناير 1952         |
|             | الاتحاد البريدي العالمي            | ?                         | ?                    |
|             | وكالة ضمان الاستثمار متعدد الأطراف | 19 مارس 1993              | 16 ديسمبر 2013       |
|             | يونسكو                             | 28 يونيو 1993             | 27 يونيو 1949        |

## وصلات خارجية
- موقع وزارة الخارجية الميانمارية